# نادي دياراف
نادي دياراف الرياضي (بالفرنسية: ASC Diaraf)‏ هو نادي كرة قدم سنغالي مقرّه في داكار. يلعب في الدرجة الأولى للدوري السنغالي.
هو النادي الأكثر شعبية في السنغال.

## إنجازات النادي
- دوري السنغال الممتاز: 11 مرة
  - 1968، 1970، 1975، 1976، 1977، 1982، 1989، 1995، 2000، 2004، 2010
- كأس السنغال: 15 مرة
  - 1967، 1968، 1970، 1973، 1975، 1982، 1983، 1985، 1991، 1993، 1994، 1995، 2008، 2009، 2013
- كأس السوبر السنغالي: 3 مرات
  - 1987، 1991، 2003